# Euonymus acanthocarpa
Euonymus acanthocarpa es una especie de planta de flores perteneciente a la familia  Celastraceae. Es endémica de China.  